# Pierre Brune
Pierre Brune   (Épinay-sur-Seine, 26 de gener de 1887 - Ceret, 1 de juny de 1956), nom artístic de Pierre René Boulaine, va ser un pintor francès ceretà d'adopció, fundador i primer director del Museu d'Art Modern de Ceret del 1950 al 1956.

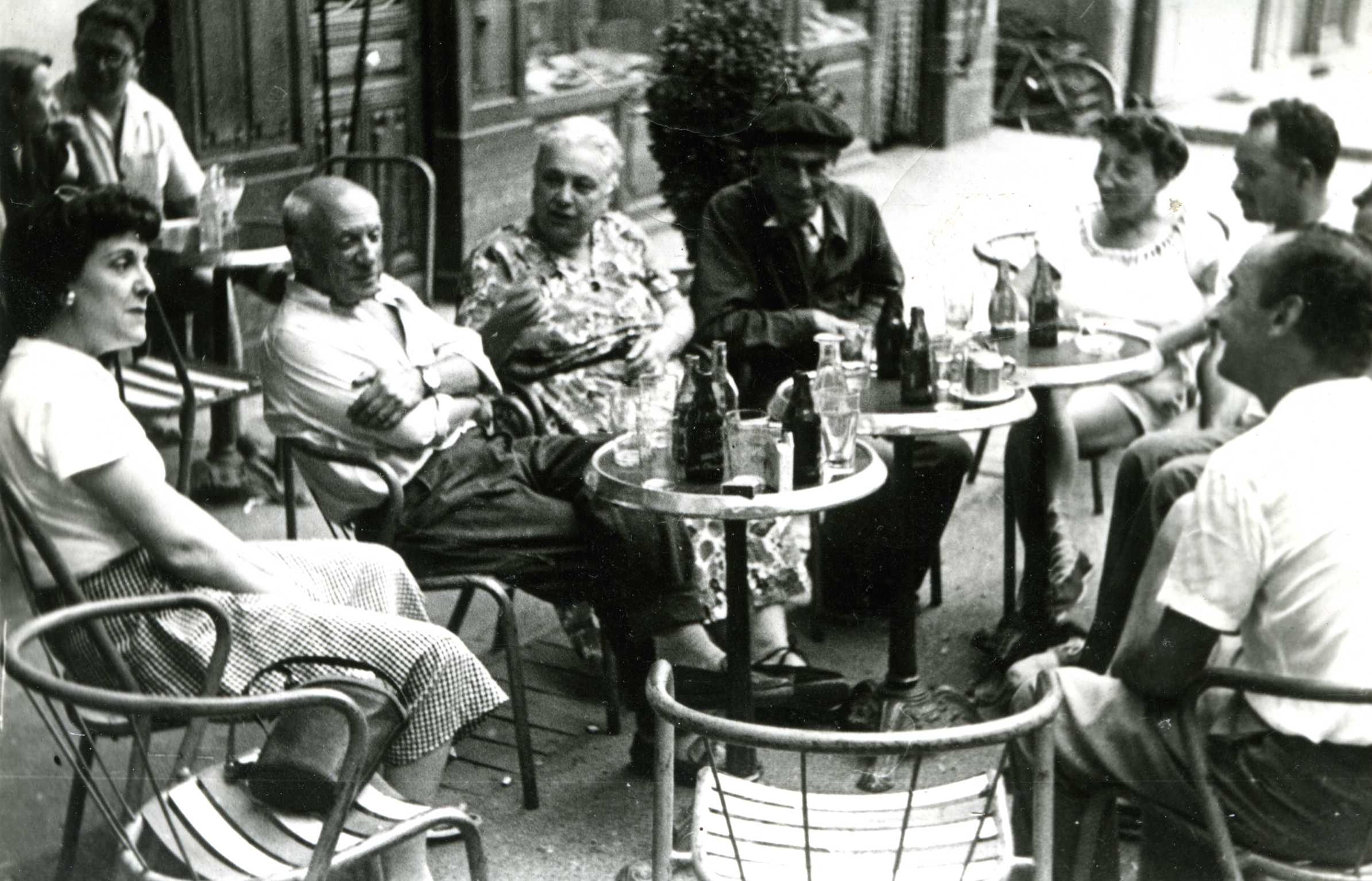
Els pintors Picasso a l'esquerra, Consuelo Araoz, Pierre Brune al centre i Eudaldo en segon terme a la dreta (Ceret, anys 50)

El 1910 exposà al Salon des Indépendants de París, i el 1913 va fer la seva primera exposició a la galeria Druet, compartint espai amb Dufy, Bonnard, Villard, Rouault… El crític artístic André Salmon en digué al catàleg: "Pierre Brune, anxieux de certitude, veut avant tout reconnaître sa route. Il ne craint pas de retarder ce grand voyage, afin de se tracer, sinon un plan formel du beau royaume à conquérir, du moins l'harmonieuse carte céleste nécessaire à son orientation". La majoria d'obres d'aquesta època representen paisatges urbans de Marsella, Lió, Montauban i Albi, que mostren la seva necessitat de basar el seu treball constructiu sobre les superfícies i els volums geomètrics. La seva pintura d'aleshores era influïda pel cubisme, com per exemple a La fête foraine.
Mobilitzat durant la primera Guerra Mundial, adquirí una malaltia que el feu fixar la seva residència al sud de França en cerca d'un clima més benigne. Després d'un temps a Arles, s'instal·là a Ceret el 1916, i no abandonà el Vallespir si no fou per exposar a París (galeries Duret o Katia Granoff) o a Tolosa (galeria Chappe). Brune construí casa seva, el Castellàs, sobre les ruïnes de l'antic castell medieval del segle x, i hi acollí els seus amics artistes quan anaven a Ceret (el 1954 s'hi estaria Pablo Picasso). El 1919, diversos artistes fixaren la residència a la capital del Vallespir: Soutine, Krémègne, Masson, Loutreuil. Alguns d'aquests eren els seus veïns de taller de la rue Falguière de Paris. En la dècada dels anys 20 exhibí la seva obra a museus com el d'Art Modern de París, els de Tolosa i Albi, i el de Baltimore als Estats Units.
Després que un incendi s'emportés el Castellàs i una part de la seva obra el 1946, Brune reconstruí la casa. Seguint una idea de l'escriptor Pierre Camo i dos anys més tard, juntament amb Frank Burty Haviland i l'ajut de l'alcalde Michel Sagéloly, fundà el Museu d'Art Modern de Ceret, que s'inaugurà el 18 de juny del 1950. En fou nomenat conservador, i es dedicà a ampliar la col·lecció original, llegada per l'arxiver ceretà Michel Aribaud, amb obres aportades per artistes diversos (figures d'anomenada, Picasso i Matisse, hi col·laboraren amb diverses peces: 53 obres l'un, 14 dibuixos l'altre), les seves vídues o els seus hereus, o amb els donatius de col·leccionistes eminents com Daniel-Henry Kahnweiler. La important actuació de Brunet té un homenatge permanent en el retrat en bronze que li va fer l'escultor Carvillani, exposat al pati de l'edifici, i en les nombroses obres seves exposades en el recorregut de l'exposició.
Com a artista, Pierre Brunet va ser un pintor de gèneres: paisatges, retrats, natures mortes, que en conjunt -però especialment en els paisatges- mostren fidelitat a la natura i la vinculació amb Ceret. A més d'una biografia, hom li dedicà una exposició monogràfica a la "Gallerie des Charmilles" (Longjumeau, 18 de setembre a 31 d'octubre del 2010  Arxivat 2013-05-10 a Wayback Machine.).